# Han de Islandia

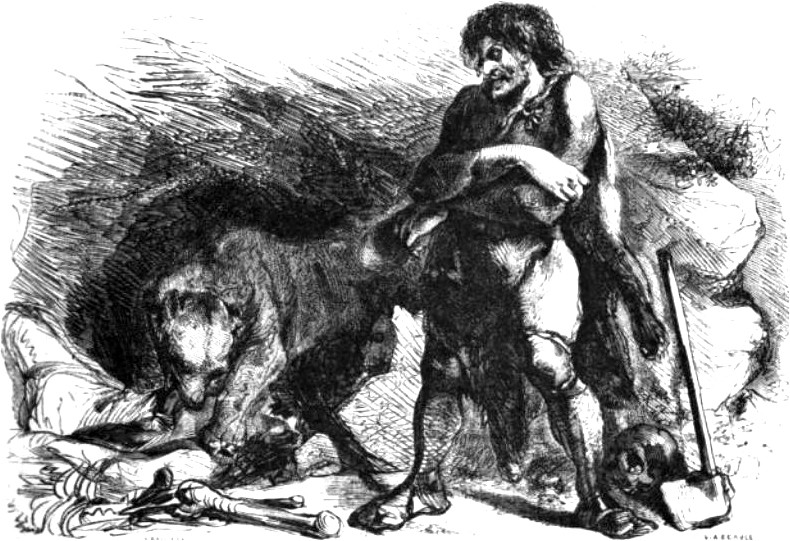
Imagen de "Oeuvres illustrées de Victor Hugo". París: J. Hetzel, 1853.

Han de Islandia (título original en francés: Han d'Islande) es la primera novela escrita por el poeta y novelista francés Victor Hugo. Publicada en 1823, cuando el autor contaba con veintiún años, es una de las obras que lo consagran como gran maestro del Romanticismo. 
Aunque se trata de un mero melodrama, esta novela apunta ya la manera de Hugo y su gusto por los contrastes que revelan la perpetua lucha del bien y del mal. 

## Argumento
La novela se desarrolla en 1699, en un ficticio reino de Islandia imaginado por el autor. Ordener Guldenlew, un caballero, hijo de un importante barón del Reino escandinavo, ama a Ethel, una chica que vive en una prisión junto a su padre, Schumaker, el cual fue veinte años atrás un canciller del Reino encarcelado por falsas acusaciones formuladas por un rival, el padre de Ordener Guldenlew, que pretendía usurpar su puesto. Ethel, también enamorada del caballero, desconoce el apellido de su amado.
En el ínterin, los enemigos de Schumacker quieren deshacerse definitivamente de él y organizar el levantamiento de los mineros locales que quieren ser liberados de ciertas prerrogativas reales. Los mineros piden que el capturado Schumacker sea el líder pensante de su movimiento. Pero todos estos planes se truncan cuando Han, un terrible hombre que comparte soledad con un oso y bebe sangre humana, decide vengar la muerte de su hijo.